# Synecdoche, New York
Pour plus de détails, voir Fiche technique et Distribution.
Synecdoche, New York est un film dramatique américain écrit et réalisé par Charlie Kaufman, mettant en vedette Philip Seymour Hoffman et sorti le 24 octobre 2008 aux États-Unis, le 9 septembre 2008 au Canada et le 1er avril 2009 en France.
Le titre du film est un croisement entre synecdoque, le nom d'une figure de style, et celui de la ville de Schenectady, dans l’État de New York, où a été tournée une grande partie du film.

## Synopsis
Caden Cotard, metteur en scène de théâtre, est en train de monter une nouvelle pièce. Mais travailler pour un public de petits vieux dans un obscur théâtre d'une banlieue de New York lui paraît bien terne. Sa femme, Adele, l'a quitté pour poursuivre sa carrière de peintre à Berlin, emmenant avec elle leur petite fille, Olive. Madeleine, sa psy, est plus occupée à faire la promo de son nouveau livre qu'à soulager ses angoisses. Sa liaison avec une belle et naïve jeune femme, Hazel, a tourné court, et il est rongé par une mystérieuse maladie qui s'attaque à son système nerveux.
Pressé par la peur de mourir prématurément, Caden décide alors de tout quitter. Aspirant à créer une œuvre d'une intégrité absolue, il rassemble quelques comédiens dans un entrepôt de New York. Il les met en scène dans une célébration de l'ordinaire, demandant à chacun de vivre une vie artificielle dans une maquette de la ville.

## Résumé detaillé
Caden Cotard est un metteur en scène qui vit avec sa femme Adele et leur petite fille de 4 ans Olive dans la banlieue de New York. Celui-ci est atteint par de nombreux problèmes physiques (eruption cutanées, crises d'épilepsie) et semble assez déprimé par la vie, obsédé par l'idée qu'il va mourir prochainement. Il touche le fond lorsqu'Adèle le quitte pour partir vivre à Berlin, emmenant au passage Olive.
Après le succès de sa dernière production Death of a Salesman, Caden reçoit de manière inattendue une bourse MacArthur, lui donnant les moyens financiers afin de poursuivre son art. Il décide de l'utiliser pour créer une œuvre artistique d'un réalisme brutal, dans laquelle il peut se consacrer tout entier. Rassemblant de nombreux acteurs dans un immense entrepôt à Manhattan, il les dirige en leur demandant de jouer des personnes lambdas, effectuant des tâches quotidiennes normales. Alors que la scène du spectacle dans l'entrepôt imite de plus en plus la ville à l'extérieur, Caden continue de chercher des solutions à ses crises personnelles. Il est traumatisé lorsqu'il découvre qu'Adele est devenue une peintre célèbre à Berlin et qu'Olive grandit sous l'éducation très douteuse de Maria, une amie proche d'Adele. Après une tentative de relation non concluante avec Hazel (une femme qui travaille dans l'industrie du film et qui est amoureuse de lui), il épouse Claire, une actrice de son casting, et a une fille avec elle. Leur relation échoue également et il revient vers Hazel, maintenant mariée et mère de deux enfants et l'embauche comme assistante pour l'élaboration de son spectacle.
Alors que les années passent rapidement, l'entrepôt continue de s'aggrandir contrairement à la ville extérieure qui a tendance a se détériorer. Caden s'enfonce toujours plus profondément dans la conception de son oeuvre, brouillant la frontière entre la réalité et l'univers de la pièce en y ajoutant plus d'acteurs dans le rôle de sosies (par exemple, un homme étrange nommé Sammy Barnathan, qui suivait Caden de manière obsessionnelle depuis près de 20 ans, est recruté pour jouer le rôle de Caden, tandis qu'un sosie de Sammy est également recruté afin d'incarner Sammy dans l'oeuvre). Tellement absorbé par son rôle, Sammy éprouve des sentiments pour Hazel, ce qui déclenchera involontairement une renaissance de la relation entre Caden et elle, conduisant Sammy à se suicider en se jetant du haut d'un immeuble construit pour le spectacle. Peu de temps après que Caden et Hazel se soient enfin remis ensemble, Hazel décède tragiquement en inhalant de la fumée dans sa maison (qui est constamment en feu).
Alors qu'il repousse les limites de ses relations personnelles et professionnelles, Caden laisse une actrice le remplacer dans son rôle de directeur et il reprend à son tour le rôle d'Ellen, la femme de ménage d'Adele. Il passe ses journées dans une maquette de l'appartement d'Adèle, suivant les instructions de la nouvelle réalisatrice tandis qu'une catastrophe se produit dans l'entrepôt, laissant le décor en ruines, jonché de cadavres.
Des années plus tard, Caden, très âgé, se prépare à accepter sa mort alors qu'il pose sa tête sur l'épaule d'une actrice qui avait précédemment joué le rôle de la mère d'Ellen (apparemment la seule personne encore en vie dans l'entrepôt). Alors que l'image devient de plus en plus grise, Caden commence à réciter un monologue guidé via oreillette par la metteuse en scène dans lequel il explique qu'il a maintenant une idée sur la façon de jouer la pièce. Son discours s'interromp d'un coup par une dernière directive : "Meurs".

## Fiche technique
Sauf indication contraire, les informations mentionnées dans cette section peuvent être confirmées par la base de données cinématographiques IMDb,  présente dans la section « Liens externes ».
- Titre : Synecdoche, New York
- Titre original : Synecdoche, New York
- Réalisateur : Charlie Kaufman
- Scénario : Charlie Kaufman
- Musique : Jon Brion
- Parolier : Charlie Kaufman
- Directeur artistique : Adam Stockhausen
- Décors : Lydia Marks
- Costumes : Melissa Toth
- Photographie : Frederick Elmes
- Montage : Robert Frazen
- Casting : Jeanne McCarthy
- Langue : anglais
- Pays d'origine :  États-Unis
- Genre : drame
- Durée : 124 min
- Date de sortie :
  -  États-Unis : 24 octobre 2008
  -  Canada : 9 septembre 2008
  -  France : 1er avril 2009

## Distribution
- Philip Seymour Hoffman (VF : Gabriel Le Doze) : Caden Cotard
- Catherine Keener (VF : Juliette Degenne) : Adele Lack
- Michelle Williams (VF : Chloé Berthier) : Claire Keen
- Samantha Morton (VF : Nathalie Bienaimé) : Hazel
- Emily Watson (VF : Isabelle Gardien) : Tammy
- Tom Noonan : Sammy Barnathan
- Jennifer Jason Leigh : Maria
- Dianne Wiest (VF : Blanche Ravalec) : Ellen / Millicent Weems
- Hope Davis : Madeleine Gravis
- Sadie Goldstein : Olive (4 ans)
- Robin Weigert : Olive (adulte)
- Peter Friedman : Docteur
- Josh Pais : Dr Eisenberg (ophtalmologiste)
- Charles Techman : Patient
- Daniel London : Tom
- Robert Seay : David
- Stephen Adly Guirgis : Davis
- Frank Girardeau : Plombier
- Rosemary Murphy : Frances
- Michael Higgins : le vieil acteur jouant un homme saignant du nez

Source et légende : version française (VF) sur RS Doublage et Doublagissimo

## Distinctions
Sauf indication contraire, les informations mentionnées dans cette section peuvent être confirmées par la base de données cinématographiques IMDb,  présente dans la section « Liens externes ».

### Nominations
- En sélection officielle pour la Palme d'Or et la Caméra d'Or au Festival de Cannes 2008